# Ákos Buzsáky
Ákos Buzsáky (ur. 7 maja 1982 w Budapeszcie) – węgierski piłkarz występujący na pozycji środkowego lub prawego pomocnika.

## Kariera klubowa
Ákos Buzsáky piłkarską karierę rozpoczynał w Grund FC 1986, gdzie grał jeszcze jako dziecko. Zawodową karierę rozpoczynał w 1999 roku w zespole MTK Budapeszt. Przez 4 lata zdołał tam rozegrać 53 ligowe spotkań i zdobyć 5 bramek. W 2000 roku zdobył z nim wicemistrzostwo oraz Puchar Węgier.
W lipcu 2002 roku za 400 tysięcy funtów Buzsáky trafił do FC Porto. W pierwszej lidze portugalskiej zadebiutował jednak dopiero 23 lutego 2003 roku w zwycięskim 3:0 meczu z SC Beira-Mar, zmieniając w końcówce spotkania Capucho. 2003 rok był jednym z najbardziej udanych w historii FC Porto. Drużyna zdobyła wówczas mistrzostwo, puchar i superpuchar kraju oraz zwyciężyła w Pucharze UEFA. Buzsáky we wszystkich rozgrywkach sezonu 2002/2003 rozegrał jedynie 4 mecze, w tym 3 w lidze.
Sezon 2003/2004 węgierski piłkarz spędził na wypożyczeniu w Académice Coimbra. Po rozegraniu 11 ligowych spotkań powrócił do Porto i został włączony do drużyny rezerw. W 2005 roku Buzsáky został wypożyczony do grającego w The Championship Plymouth Argyle. Gdy jego umowa dobiegała końca, kibice angielskiego zespołu domagali się zatrudnienia Węgra na stałe. Działacze Plymouth ostatecznie wykupili Buzsákyego z Porto za 225 tysięcy funtów. Węgierski gracz wywalczył sobie miejsce w podstawowej jedenastce „The Pilgrims”, a w styczniu 2007 roku został wybrany do najlepszej jedenastki miesiąca w The Championship.
W październiku tego samego roku Węgier poinformował władze swojego klubu, że chciałby opuścić Home Park. Został wypożyczony do Queens Park Rangers z opcją transferu definitywnego. 2 stycznia 2008 roku QPR zdecydowało się wykupić Węgra na stałe i Buzsáky podpisał kontrakt obowiązujący do lata 2010 roku. Nie ujawniono kwoty transferu, chociaż według dziennikarzy miała ona podobno wynieść około pół miliona funtów. W grudniu 2009 roku po przegranym meczu z Watfordem podano informację, że Buzsáky został zaatakowany przez trenera QPR Jima Magiltona. Szkoleniowiec został zawieszony przez działaczy klubu, a następnie zwolniony ze swojego stanowiska.
1 października 2012 roku podpisał miesięczny kontrakt z Portsmouth.

## Kariera reprezentacyjna
Buzsáky początkowo grywał w młodzieżowych reprezentacjach Węgier, a w zespole do lat 21 pełnił rolę kapitana. W seniorskiej kadrze zadebiutował 3 września 2005 w spotkaniu przeciwko Malcie, a swoją pierwszą bramkę zdobył 21 listopada 2007 w meczu z Grecją. W niektórych źródłach można znaleźć jednak informacje, że było to samobójcze trafienie Kostasa Katsuranisa. Buzsáky brał udział w nieudanych dla Węgrów eliminacjach do Euro 2008. Podopieczni Pétera Várhidiego w swojej grupie zajęli dopiero przedostatnie miejsce dając się wyprzedzić między innymi Mołdawii oraz Bośni i Hercegowinie. Reprezentacja Węgier nie zakwalifikowała się również do Mistrzostw Świata w RPA.

## Sukcesy
MTK Budapeszt
Puchar Węgier: 2000
Wicemistrzostwo Węgier: 2000
 FC Porto
Mistrzostwo Portugalii: 2003
Puchar Portugalii: 2003
Puchar UEFA: 2003
Finał Superpucharu Europy: 2003
Superpuchar Portugalii: 2003